# 8933 Kurobe
8933 Kurobe è un asteroide della fascia principale. Scoperto nel 1997, presenta un'orbita caratterizzata da un semiasse maggiore pari a 2,8620745 UA e da un'eccentricità di 0,0710990, inclinata di 3,02683° rispetto all'eclittica.